# Szpital psychiatryczny

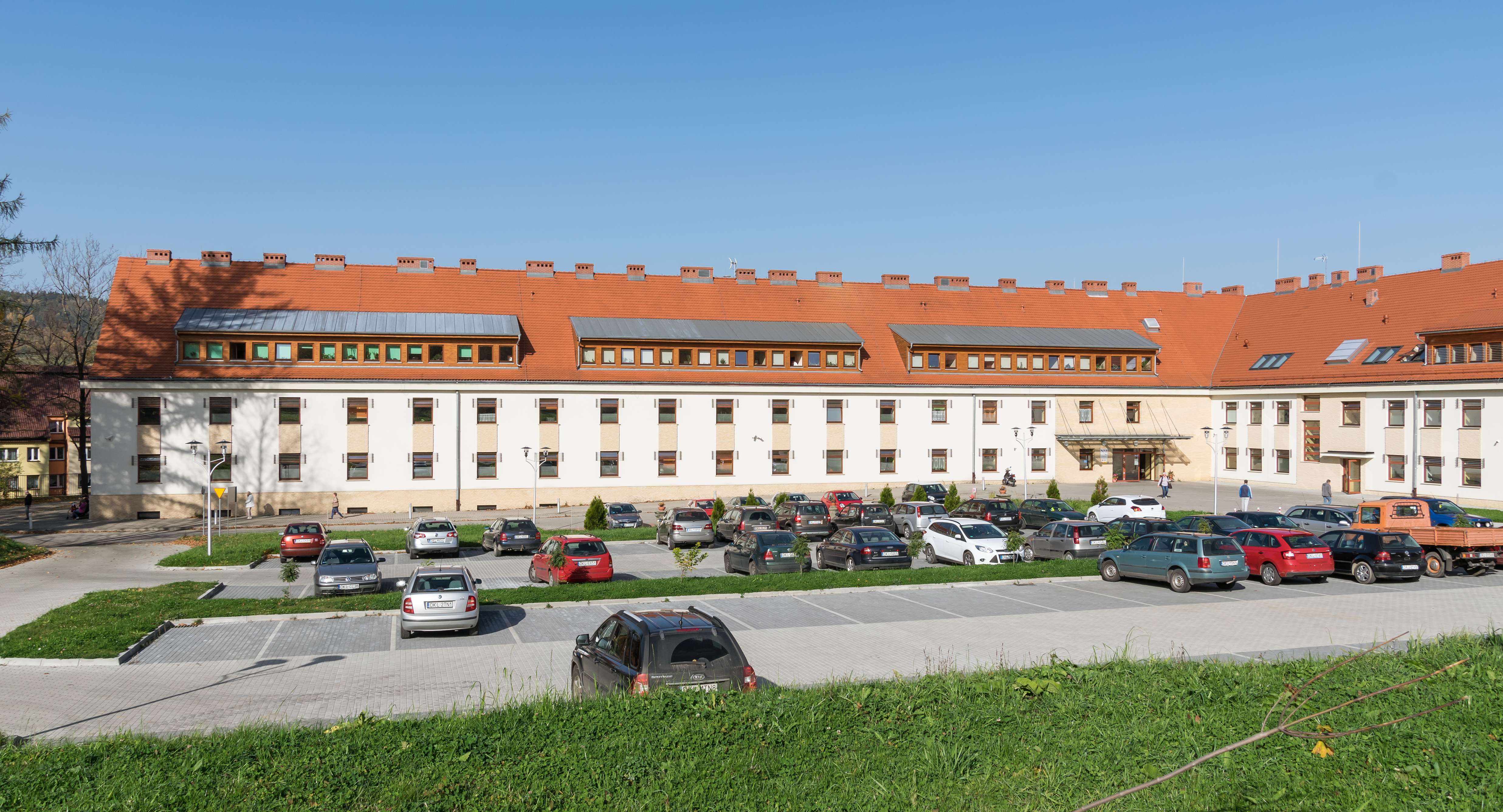
Wojewódzkie Centrum Psychiatrii Długoterminowej w Stroniu Śląskim

Szpital psychiatryczny – miejsce leczenia chorych psychicznie. 
W 2008 roku w Polsce było 57 szpitali psychiatrycznych (w tym dwa prywatne w województwie łódzkim i jeden prywatny w województwie mazowieckim), ponadto 228 poradni psychologicznych. 
Szpitale psychiatryczne dzielą się na otwarte i zamknięte specjalizujące się w leczeniu chorób lub uzależnień. Podobną funkcję pełni oddział psychiatryczny będący oddziałem szpitala ogólnego.
Zgodnie z Narodowym Programem Ochrony Zdrowia Psychicznego na lata 2010–2015 jednym z celów była zmiana nacisku w leczeniu psychiatrycznym z zamkniętego na leczenie środowiskowe (pozaszpitalne).